# Rond souscrit
Pour les articles homonymes, voir Rond et Anneau.
Le rond souscrit ou anneau souscrit ‹ ◌̥ › est un diacritique de l’alphabet latin. Il a la forme d’un cercle que l’on place sous une lettre. Il modifie la valeur du son représenté par la lettre.

## Utilisation
Lors de la 10e conférence des orientalistes de Genève de 1894, Ferdinand de Saussure recommande d’utiliser r̥ et l̥ au lieu de ṛ et ḷ pour translitérer les consonnes syllabiques (par exemple ऋ et ऌ du devanagari) et de la même manière d’utiliser m̥ et n̥ au lieu de ṃ et ṇ.
Dans l’étude du grec ancien, le rond souscrit peut être utilisé pour indiquer une consonne syllabique : λ̥, μ̥, ν̥, ρ̥, σ̥.
Les systèmes de romanisation ISO 15919 et ALA-LC utilisent le l̥ et r̥ pour translitérer le l syllabique du devanagari, l’écriture bengali, l’écriture gujarati, l’écriture odia, l’écriture kannada, l’écriture télougou, l’écriture malayalam et l’écriture cingalaise.
Dans l’alphabet phonétique international, le rond souscrit indique le dévoisement et peut être substitué avec le rond en chef. Certaines notations phonétiques américanistes, dont celle recommandée par WIELD (Western Institute for Endangered Language Documentation), utilisent aussi le rond souscrit (et le rond en chef) pour indiquer le dévoisement. Cette usage est aussi repris dans l’orthographe du perisimeño.

## Codage

### Diacritiques combinants
Le rond souscrit est codé dans Unicode sous forme du diacritique (U+0325, ◌̥) combinable avec la lettre qui le précède, par exemple « d̥ ».
Unicode possède également trois diacritiques combinants liés au rond souscrit :
- le diacritique demi-rond gauche souscrit (U+031C, ◌̜) ;
- le diacritique demi-rond à droite souscrit (U+0339, ◌̹) ;
- le diacritique double rond souscrit (U+035A, ◌͚).

### Caractères précomposés
La lettre A rond souscrit existe en majuscule (U+1E00, Ḁ) et en minuscule (U+1E01, ḁ) sous forme de caractère précomposé depuis la version 1.1 d’Unicode.